# Ihor Oščypko
Ihor Dmytrovyč Oščypko (in ucraino Ігор Дмитрович Ощипко?, traslitterazione anglosassone: Ihor Oshchypko; Serafyntsi, 25 ottobre 1985) è un allenatore di calcio ed ex calciatore ucraino, di ruolo difensore.